# 40e brigade d'aviation tactique
Pour les articles homonymes, voir 40e brigade.
La 40e brigade d'aviation tactique  est une unité de la Force aérienne ukrainienne.

## Équipement
- L39M1.

## Histoire
La brigade est issue du 92e régiment d'aviation de chasse formée le 5 avril 1940 dans le district militaire spécial de Kiev à l'aérodrome d'Ouman. Le 1er janvier 1992, le 92e régiment d'aviation soviétique est transféré à l'Ukraine. Le régiment est armé de 39 avions MiG-29 et de 5 avions d'entraînement au combat MiG-23UB. La même année, elle prête le serment de loyauté au peuple ukrainien.
En 2022, la brigade est engagée lors de l'invasion de l'Ukraine par la Russie.